# جوناثان بريسون
جوناثان بريسون (بالفرنسية: Jonathan Brison)‏ (مواليد 7 فبراير 1983 في سويسونس - فرنسا) لاعب كرة قدم فرنسي يلعب حاليا لصالح نادي الدرجة الأولى نانسي الفرنسي منذ 2002 في مركز الظهير الأيسر كما يجيد اللعب في مركز الوسط الأيسر .

## روابط خارجية
- جوناثان بريسون على موقع رابطة كرة القدم الفرنسية للمحترفين (الإنجليزية)
- جوناثان بريسون على موقع قاعدة بيانات كرة القدم.إي يو (الإنجليزية)
- جوناثان بريسون على موقع Soccerway.com (الإنجليزية)
- جوناثان بريسون على موقع عالم كرة القدم.نت (الإنجليزية)
- جوناثان بريسون على موقع كووورة
- جوناثان بريسون على موقع AS.com (الإسبانية)